# Limes Germanicus

Limes Germanicus

De Limes Germanicus was de noordelijke voormalige buitengrens (limes) van het Romeinse Rijk ter verdediging tegen Germania Magna. De verdedigingslinie strekte zich 568 kilometer uit van Katwijk aan de Noordzee langs de Rijn tot aan Neustadt an der Donau.
De linie was verdeeld in de Neder-Germaanse, de Opper-Germaanse, en de Raetische limes. De Opper-Germaanse limes liep tussen de Rijn en de Donau en strekte zich uit van Rheinbrohl tot Kasteel Eining (bij Neustadt an der Donau). De Oppergermaans-Raetische limes is een archeologisch monument en geldt sinds 2005 als een werelderfgoedmonument van de UNESCO.
Overblijfselen van het Nederlandse deel van de grens laten zien hoe innovatief de Romeinen waren en welke maatregelen ze namen om te reageren op het grillige rivierenlandschap. De resten zijn vaak goed bewaard gebleven in de natte bodem.
De Nederlandse regering en die van de Duitse deelstaat Noordrijn-Westfalen en Rijnland-Palts, hebben de Neder-Germaanse limes in 2011 voorgedragen als kandidaat voor de status van werelderfgoed. Op 9 januari 2020 is het nominatiedossier aan de UNESCO aangeboden, met daarin de meest complete en best bewaarde vindplaatsen uit de Romeinse tijd.
Op 27 juli heeft het Werelderfgoedcomité van Unesco de Neder-Germaanse Limes op de Werelderfgoedlijst geplaatst.